# Com (Ort)
Com (Kon, Kun) ist der Hauptort des osttimoresischen Suco Com.

## Name
Der Name des Dorfes leitet sich vom Fataluku-Wort kon(u) oder kounu ab, was je nach Quelle „Nacht“ oder „dunkler Ort“ bedeutet. 1936 wurde Com von den Portugiesen in Nova Nazaré umbenannt. Doch der Name setzte sich nicht durch und einige Jahre nach dem Zweiten Weltkrieg kehrte man zum alten Namen zurück.

## Geographie und Einrichtungen

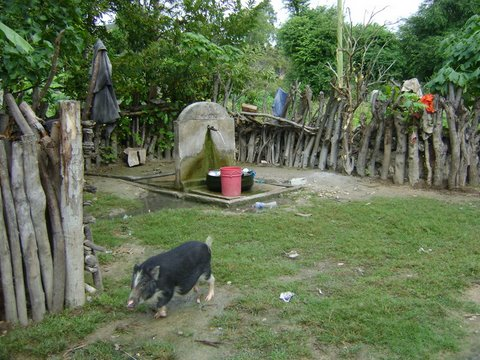
Schwein an Wasserstelle in Com

Com liegt 20 Kilometer östlich von der Ortschaft Lautém, nahe dem Ponta Camatara, auf einer Meereshöhe von 46 m, auf einer der größten Ebenen des Landes, der Ebene von Com. Die 50 Kilometer entfernte indonesische Insel Kisar ist bei gutem Wetter von Com aus sichtbar. Der Ort bildet ein Siedlungszentrum mit mehreren direkt benachbarten Dörfern. Hier liegen Lohomato (Lomatu), Mata, Muafono (Muafoso) und Sabandar. An der Straße nach Lospalos liegen westlich vom Siedlungszentrum Com die Dörfer Vailovaia, Pitileti (Petileti, Peti Leti) und Ira'ono (Iraono, Itaono). An der Straße nach Lautém, in nordwestlicher Richtung, liegen die Orte Airliu und Etepiti. Im Osten befindet sich an der Küste das Dorf Salara.
Im Ort Com liegt der östliche Endpunkt der gut ausgebauten nördlichen Küstenstraße, die über Baucau und die Landeshauptstadt Dili (203 km) bis zur Grenze zu Indonesien bei Batugade führt und einer der wichtigsten Verkehrswege des Landes ist. Eine weitere, kleinere Überlandstraße führt nach Süden zur etwa 20 Kilometer entfernten Gemeindehauptstadt Lospalos. Bei Com befinden sich ein Hubschrauberlandeplatz, ein medizinischer Posten und eine Grundschule. Ein kleiner Hafen befindet sich unterhalb von Asi Renu. Aus der portugiesischen Kolonialzeit stammen noch das Gerüst des Leuchtturms und die Ruine des Zollamtes.
Sein Zentrum befindet sich in der Aldeia Vailovaia (Verwaltungsamt Lautém, Gemeinde Lautém).

## Geschichte
Im Suco befinden sich Überbleibsel mehrerer Befestigungsanlagen (portugiesisch Tranqueira, fataluku: lata irinu), mit denen die Fataluku früher ihre Siedlungen schützten. Eine der großen Anlagen ist Ili Vali, drei Kilometer östlich vom Ort Com. Es war die befestigte Hauptsiedlung des Fara kati Ratu („Ratu“ ist das Fataluku-Wort für „Clan“). Der Clanchef erhielt im 18. Jahrhundert von den Portugiesen den Ehrentitel eines Obersts (Koronel). Der Clan siedelte später an die Küste in der Nähe um und gründete dort die Siedlung Mua Pusu. Das Dorf wurde 1976 durch das indonesische Militär aufgelöst und die Einwohner im Ort Com wieder angesiedelt.
Nach der Unabhängigkeitserklärung Osttimors 1975 begann Indonesien mit einer großangelegten Invasion in das Nachbarland. Bis Oktober 1976 waren auch der Ort Lautém und die Verbindungsstraße Richtung Lospalos unter indonesischer Kontrolle, doch erst 1977 wurde Osttimor auch in der Fläche besetzt. Im selben Jahr ergaben sich auch die Einwohner von Com dem indonesischen Bataillon 512. Sie wurden sofort am Strand für eine Woche interniert und dann nach Parlameno deportiert, wo sie mit anderen internierten Zivilisten aus dem gesamten Distrikt Lautém zusammengelegt wurden.

## Wirtschaft

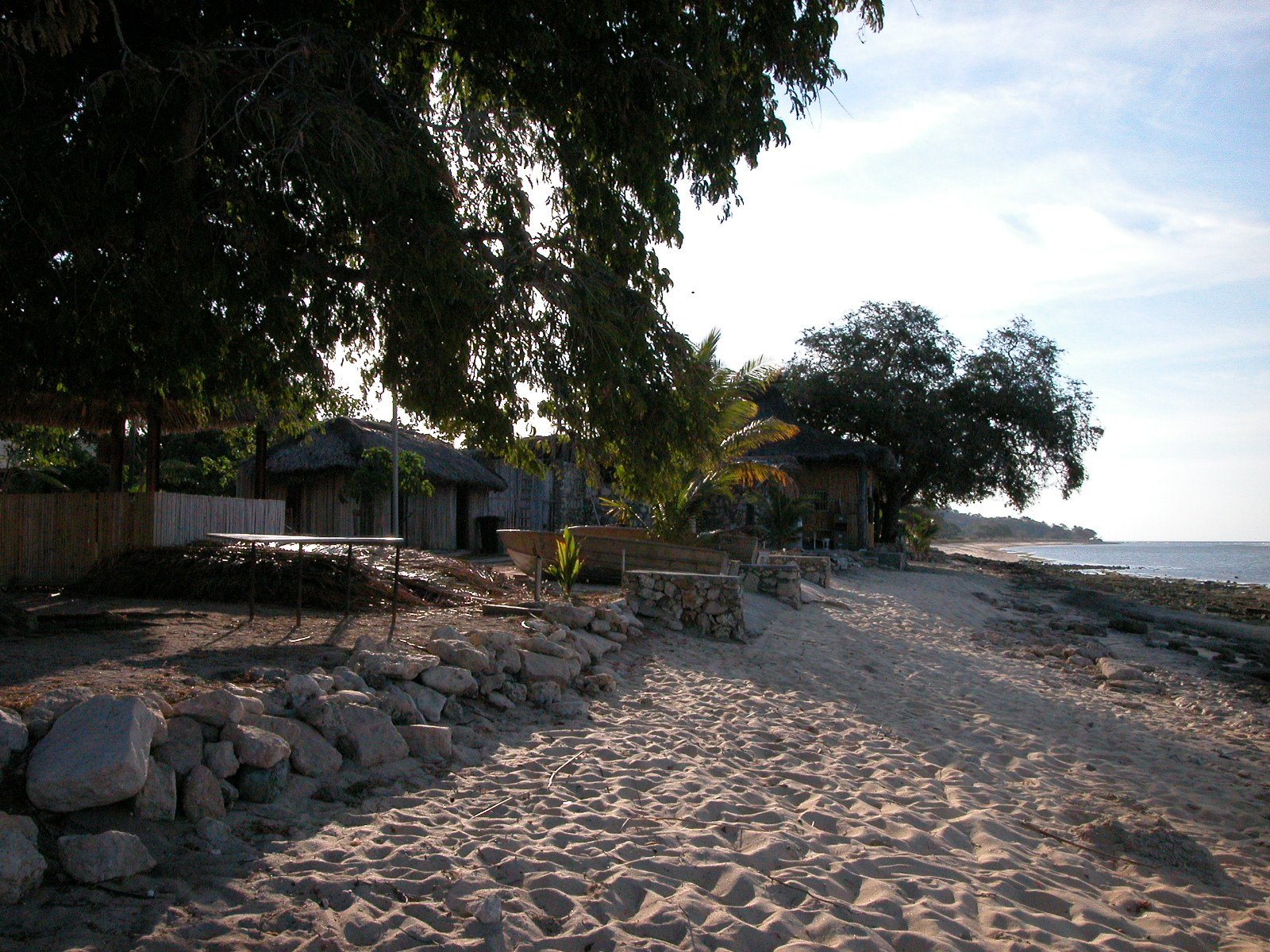
Strand von Com

In Com befindet sich ein Strandressort. Vor der Küste gibt es einige Korallenriffe, an denen Touristen tauchen können. Der Suco gehört zum Nationalpark Nino Konis Santana.
Derzeit gibt es Pläne für einen internationalen Marktplatz in Com, um mit dem indonesischen Kisar Handel betreiben zu können.